# Propallene curtipalpus
Propallene curtipalpus là một loài nhện biển trong họ Callipallenidae. Loài này thuộc chi Propallene. Propallene curtipalpus được miêu tả khoa học năm 1988 bởi Child.